# Sha Tin (distrito)
O distrito de Sha Tin é um dos 18 distritos de Hong Kong e um dos 9 distritos localizados nos Novos Territórios, cobrindo uma área de aproximadante 70 km².
Segundo os censos de 2001, o distrito tem a mais alta população de Hong Kong, com uma população de 628.634 habitantes, dos quais 27.000 vivem em 48 aldeias.